# Ruppertshofen (Ilshofen)
Ruppertshofen is een plaats in de Duitse gemeente Ilshofen, deelstaat Baden-Württemberg, en telt 380 inwoners.